# Living Dead
Living Dead é um termo utilizado para vários filmes e séries que originaram com o seminal filme de zumbi de 1968, Night of the Living Dead, criado por George A. Romero e John A. Russo.
Após o sucesso inicial do filme, os dois criadores se separaram em desacordo com a direção da série e um contrato foi estabelecido. Qualquer filme futuro de Romero perderia o prefixo "Living" e seria simplesmente referido como filmes Dead e Russo, que queria levar a série para o território literário, manteria os direitos sobre "Living Dead" (apesar de fãs ainda se referirem aos filmes de Romero como  filmes Living Dead).
Há pequenas diferenças entre os universos ficcionais de Romero e de Russo:
- a) No de Romero, a causa da praga zumbi continua sendo a radiação trazida por uma sonda enviada a Vênus, que retornou e no de Russo, um gás chamado 245trioxina (de origem militar) é o responsável;
- b) No de Romero, os mortos-vivos podem ser detidos com a danificação do cérebro, enquanto nos de Russo os corpos reanimados podem se mover sem a cabeça;
- c) Os zumbis de Romero são mais lentos e menos inteligentes, os de Russo chegam a falar mesmo em avançado estado de deterioração e mantém lembranças do tempo vivo;
- d) Os de Russo buscam devorar apenas os cérebros, para aliviar a dor de sentirem sua putrefação.
- e) No primeiro filme da série de Russo o filme original criado por ambos é citado e é dito que ele foi baseado em fatos reais. Assim, seu universo aceita a existência da série de Romero como obras cinematográficas.

Ambas as séries seriam consideradas cânones e cada um poderia fazer o que quisesse com a continuidade dos projetos.

## SérieDeadde Romero
1. Night of the Living Dead (Romero, 1968)
2. Dawn of the Dead (Romero, 1978)
3. Day of the Dead (Romero, 1985)
4. Land of the Dead (Romero, 2005)
5. Diary of the Dead (Romero, 2007)
6. Survival of the Dead (Romero, 2010) [1]

## Remakes da sérieDead
1. Night of the Living Dead (Savini, 1990)
2. Dawn of the Dead (Snyder, 2004)
3. Day of the Dead (Miner, 2008)

## SérieLiving Deadde Russo
- # The Return of the Living Dead (O'Bannon, 1985)
- # Return of the Living Dead Part II (Wiederhorn, 1988)
- # Return of the Living Dead 3 (Yuzna, 1993)
- # Return of the Living Dead: Necropolis (Elkayem, 2005)
- # Return of the Living Dead: Rave from the Grave (Elkayem, 2005)
- Série alternativa Night of the Living Dead
- # Night of the Living Dead 30th Anniversary Edition (Russo, 1998)
- # Children of the Living Dead (Russo, 2001)